# Gradec (postojanka)
Gradec je utrjena postojanka iz pozne antike in zgodnjega srednjega veka.
To ime večkrat označuje tudi vrhove z ugodno naravno obrambno lego, na katerih pri arheoloških izkopavanjih niso našli značilnih arheoloških najdb, pri nekaterih pa so bila ugotovljene prazgodovinske utrdbe (npr. Gradec pri Juriščah). Ime gradec se uporablja predvsem za kraje, kjer so ugotovljene poznoantične in zgodnje srednjeveške ostaline, ne pa prazgodovinske; pri teh se uporablja izraz gradišče.